# Вичулкі (Седлецький повіт)
Вичулкі (пол. Wyczółki) — село в Польщі, у гміні Морди Седлецького повіту Мазовецького воєводства.
Населення — 193 особи (2011).
У 1975-1998 роках село належало до Седлецького воєводства.

## Демографія
Демографічна структура станом на 31 березня 2011 року:
|          | Загалом | Допрацездатний вік | Працездатний вік | Постпрацездатний вік |
| -------- | ------- | ------------------ | ---------------- | -------------------- |
| Чоловіки | 106     | 14                 | 73               | 19                   |
| Жінки    | 87      | 10                 | 49               | 28                   |
| Разом    | 193     | 24                 | 122              | 47                   |